# Rajbari (Distrikt)

Lage in Bangladesch

Rajbari (bengalisch রাজবাড়ী) ist ein Verwaltungsdistrikt in Bangladesch. Er liegt innerhalb der übergeordneten Verwaltungseinheit Dhaka. Er grenzt im Norden an den Distrikt Pabna, im Süden an die Distrikte Faridpur und Magura, im Osten an den Distrikt Manikganj und im Westen an die Distrikte Kushtia und Jhinaidaha. Die folgenden fünf Upazilas gehören zum Distrikt Rajbari: Baliakandi, Goalandaghat, Pangsha, Kalukhali und Rajbari Sadar. Der Distrikt hat 1.049.778 Einwohner (Volkszählung 2011). 